# 克羅斯比鎮區 (明尼蘇達州派恩縣)
克羅斯比鎮區（英語：Crosby Township）是位於美國明尼蘇達州派恩縣的一個行政鎮區。

## 地方資料
克羅斯比鎮區的面積為114.50平方千米，當中陸地面積為112.56平方千米，而水域面積為1.94平方千米。根據2020年美國人口普查的數據，當地共有人口85人，而人口密度為每平方千米0.74人。